# We Dive at Dawn
We Dive at Dawn (pt Mergulhamos ao Amanhecer) é um filme de guerra de 1943 dirigido por Anthony Asquith. Nele estrelaram John Mills e Eric Portman como tripulantes de um submarino da Marinha Real Britânica durante a Segunda Guerra Mundial. Teve seu roteiro escrito por Val Valentine e J. B. Williams.